# Schleuse Oldersum
Die Schleuse Oldersum verbindet den Ems-Seitenkanal mit der von den Gezeiten beeinflussten Unterems. Zuständig für Betrieb und Unterhaltung ist das Wasserstraßen- und Schifffahrtsamt Ems-Nordsee.

## Die Schleuse

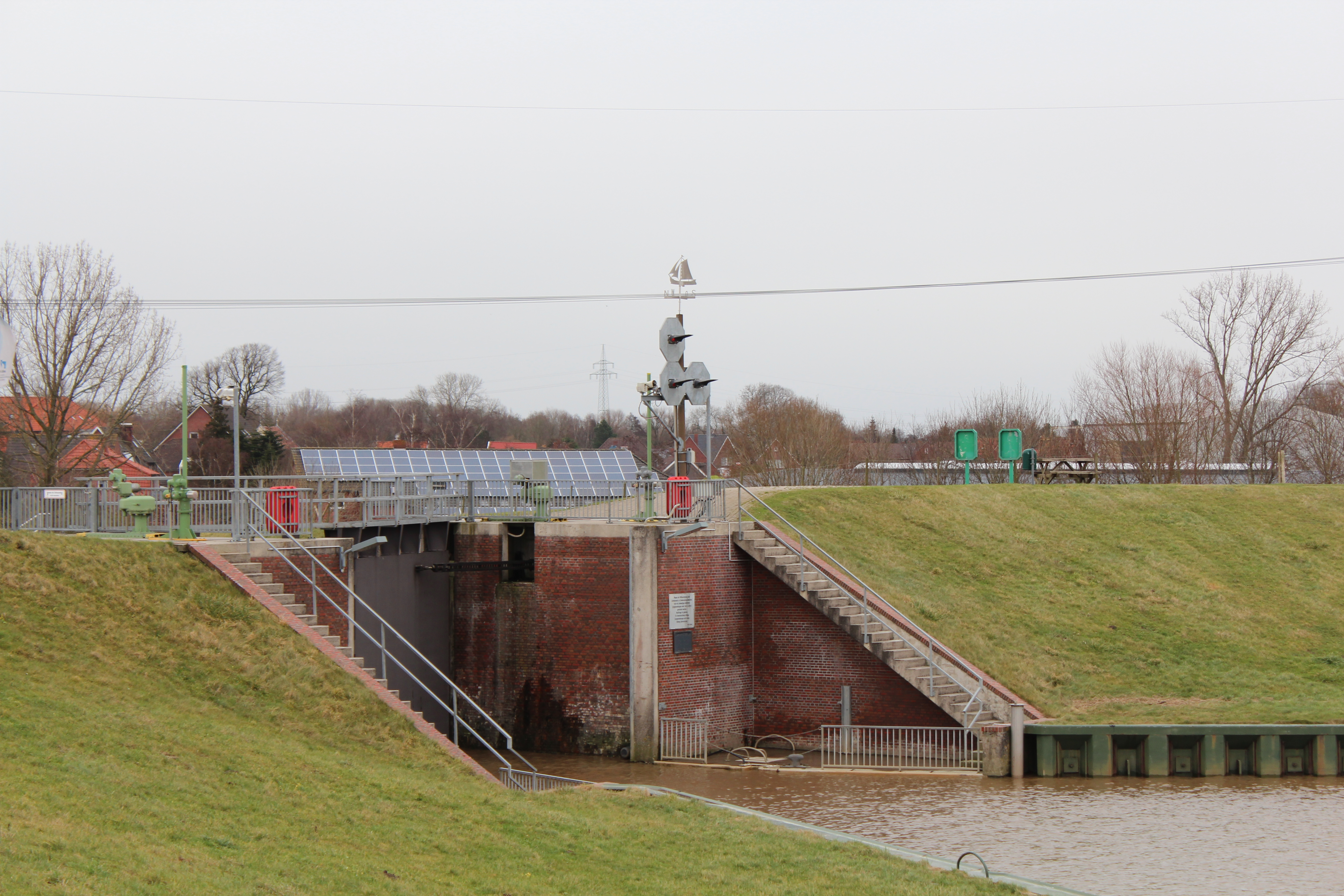
Außenhaupt der Schleuse Oldersum

Erbaut wurde die Schleuse von 1894 bis 1897 im Zuge des damaligen Endabschnittes des Dortmund-Ems-Kanals. Sie entstand als Einkammerschleuse mit zwei gemauerten Häuptern und schrägen, sogenannten geböschten Wänden. Ihre nutzbare Länge beträgt 100 Meter. Sie ist 9,80 Meter breit und je nach Wasserstand beträgt die zulässige Tauchtiefe in der Schleuse 1,55 bis 2,00 Meter.
Im Jahre 1988 wurde eine Trockenlegung der fast einhundertjährigen Schleuse zur Bauwerksprüfung durchgeführt. Im Ergebnis dieser Prüfung wurde die Schleuse stillgelegt und Pläne zur Grundinstandsetzung erarbeitet.
Über das Binnenhaupt der Schleuse führt über eine Brücke die Landesstraße 2, die Petkumer Straße. Zur Entwässerung der Emsmarschen zwischen Oldersum und Emden wird die Schleuse ebenfalls genutzt und hat dann die Funktion eines Sieles.